# Форбергер, Франк
Франк Форбергер (нем. Frank Forberger; 5 марта 1943, Майсен — 30 сентября 1998, Майсен) — немецкий гребец, выступавший за сборную ГДР по академической гребле в 1960-х и 1970-х годах. Двукратный олимпийский чемпион, дважды чемпион мира и чемпион Европы, победитель многих регат национального и международного значения.

## Биография
Франк Форбергер родился 5 марта 1943 года в городе Майсен. В юности участвовал в соревнованиях по академической гребле в качестве рулевого, но затем сам сел за вёсла. Проходил подготовку в Дрездене в местном спортивном клубе «Айнхайт Дрезден».
Первого серьёзного успеха на взрослом международном уровне добился в сезоне 1966 года, когда вошёл в основной состав восточногерманской национальной сборной и побывал на чемпионате мира в Бледе, откуда привёз награду золотого достоинства, выигранную в зачёте распашных четвёрок без рулевого.
В 1967 году в безрульных четвёрках одержал победу на чемпионате Европы в Виши.
Благодаря череде удачных выступлений удостоился права защищать честь страны на летних Олимпийских играх 1968 года в Мехико — составе экипажа, куда также вошли гребцы Дитер Шуберт, Дитер Гран и Франк Рюле, занял первое место в программе мужских безрульных четвёрок и тем самым завоевал золотую олимпийскую медаль.
Став олимпийским чемпионом, Форбергер остался в составе гребной команды ГДР и продолжил принимать участие в крупнейших международных регатах. Так, в 1969 году он выступил на европейском первенстве в Клагенфурте, где стал серебряным призёром в безрульных двойках, уступив на финише только команде из США.
В 1970 году в безрульных четвёрках был лучшим на мировом первенстве в Сент-Катаринсе.
На чемпионате Европы 1971 года в Копенгагене добавил в послужной список ещё одну золотую медаль, полученную в безрульных четвёрках.
Находясь в числе лидеров восточногерманской национальной сборной, благополучно прошёл отбор на Олимпийские игры 1972 года в Мюнхене — здесь с теми же партнёрами вновь обошёл всех соперников в зачёте безрульных четвёрок и выиграл ещё одну золотую олимпийскую медаль.
За выдающиеся спортивные достижения награждался орденом «За заслуги перед Отечеством» в серебре (1968) и золоте (1972). Кавалер серебряного ордена «Звезда дружбы народов» (1971).
Его дочь Анна тоже занималась академической греблей, выигрывала чемпионат мира среди юниоров.
Форбергер умер от опухоли головного мозга 30 сентября 1998 года в Майсене в возрасте 55 лет.